# 平木謙一郎
平木 謙一郎（ひらき けんいちろう、1907年4月9日 - 1975年6月12日）は、日本の経営者。福岡県出身。

## 経歴
1930年に東京帝国大学独法学科を卒業し、同年に住友信託に入社。1946年に住友商事に転じ、1949年に取締役、1953年9月に常務、1959年3月に専務、1965年5月に副社長を経て、1966年5月に明電舎社長に就任。1974年11月から会長を務めた。
1971年4月に藍綬褒章を受章。
1975年6月12日膵臓脳腫のために死去。68歳没。